# Sebastião Barros
Sebastião Barros là một đô thị thuộc bang Piauí, Brasil. Đô thị này có diện tích 1013,926 km², dân số năm 2007 là 4747 người, mật độ 4,68 người/km².